# Mieszko I. (Oppeln)
Mieszko I. (auch: Mieszko I. Kreuzbein; Mieszko I. Schlenkerbein; polnisch: Mieszko I Plątonogi; tschechisch: Měšek I. Opolsko-Ratibořský Křivonohý; * zwischen 1132 und 1146; † 16. Mai 1211) war 1163–1173 Herzog von Schlesien, nach der Teilung Schlesiens ab 1173 Herzog von Ratibor, ab 1202 Herzog von Oppeln; ab 1210 als Mieszko IV. Seniorherzog von Polen. Er entstammte der Linie der Schlesischen Piasten.

## Herkunft und Familie
Sein Vater Wladyslaw II. der „Vertriebene“ († 1159) war Begründer der Linie der Schlesischen Piasten. Mieszkos Mutter war Agnes, Tochter des österreichischen Markgrafen Leopold III. Mieszkos Brüder waren:
- Boleslaw I. († 1201), Herzog von Schlesien
- Konrad I. († nach 1178), Herzog von Schlesien
- Mieszkos Schwester Richildis war seit 1152 mit König Alfons VII. von Kastilien verheiratet.

Zwischen 1170 und 1178 vermählte sich Mieszko mit Ludmilla († 1211), die vermutlich dem böhmischen Geschlecht der Přemysliden entstammte, deren genaue Herkunft jedoch nicht bekannt ist. Sie gebar fünf Kinder:
- Kasimir I. von Oppeln († 1230)
- Ludmila
- Agnes
- Euphrosyne

## Leben
Mieszko wurde 1146 zusammen mit seinen Eltern und seinem älteren Bruder Boleslaw von seinem Onkel Bolesław IV. „Kraushaar“ vertrieben. Nachdem die Familie am Hof des römisch-deutschen Königs Konrad III. Aufnahme fand, verbrachte Mieszko zunächst einige Zeit auf der kaiserlichen Pfalz Altenburg in Thüringen, wo sein jüngerer Bruder Konrad geboren wurde. In der Verbannung erhielt Mieszko seine Erziehung im Benediktinerkloster Michaelsberg in Bamberg. 
Erst vier Jahre nach dem Tode ihres Vaters durften Mieszko und Boleslaw mit Hilfe Kaiser Friedrich I. „Barbarossa“ 1163 nach Schlesien zurückkehren, während ihr jüngerer Bruder Konrad zunächst noch im Reich zurückblieb. Den zurückgekehrten Brüdern Mieszko und Boleslaw musste ihr Onkel Herzog Bolesław IV. „Kraushaar“ Schlesien herausgeben. Sie erhielten ihr Gebiet innerhalb der polnischen Senioratsverfassung als selbständiges Herzogtum und waren gegenüber dem Kaiser tributpflichtig. Ihr Herrschaftsgebiet, das die später als Mittel- und Niederschlesien sowie das Oppelner Land bezeichneten Regionen umfasste, regierten sie zunächst gemeinsam. 
Nachdem es zwischen den Brüdern zu Streitigkeiten gekommen war, wurde das Land 1173 geteilt. Boleslaw als der ältere erhielt Mittel- und Niederschlesien mit den Gebieten von Liegnitz, Breslau und Oppeln. Mieszko erhielt die Gebiete von Ratibor und Teschen. Da Mieszko bei der Teilung Schlesiens benachteiligt worden war, erhielt er 1177 vom neuen Seniorherzog Kasimir „dem Gerechten“ Beuthen, Auschwitz, Zator, Sewerien und Pleß zugewiesen. Nach dem Tode Kasimirs 1194 unterstützte Mieszko die Kandidatur seines Onkels Mieszko „des Alten“  als Princeps von Krakau gegen dessen Vetter Leszek I. „den Weißen“. 
1202 eroberte Mieszko, nur wenige Monate nach dem Tod seines Bruders Boleslaw, das Oppelner Land, dessen Erbe Boleslaws Sohn Heinrich I. war. Boleslaw hatte Oppeln 1180 seinem Sohn Jaroslaw auf dessen Lebenszeit übertragen müssen, und nach dessen Tod 1201 fiel es vertragsgemäß an Boleslaw zurück. Am 25. November 1202 musste Heinrich – neben der Zahlung von 1000 Mark Silber – für die Zukunft auf jedes Erbrecht zwischen den beiden schlesischen Herzogslinien verzichten. Mieszko verband Oppeln auf Dauer mit seinem bisherigen Herrschaftsgebiet und wurde damit zum Begründer der Oppelner Linie der schlesischen Piasten sowie des Herzogtums Oppeln. 
Nach dem Tod Mieszkos III. „des Alten“ 1202 erhoben die schlesischen Fürsten Anspruch auf das Krakauer Seniorat, das als dem ältesten lebenden Piasten Mieszko I. zustand. Er wurde jedoch von der Krakauer Adelspartei zu Gunsten Leszek „des Weißen“ übergangen. Mit päpstlicher Bestätigung wurde eine neue Thronfolgeordnung erlassen, wonach das Krakauer Land mit Sandomir als erbliches Eigentum bei den Söhnen Leszeks verbleiben sollte. Die neue Regelung wurde von Mieszko I. nicht anerkannt, und er führte um das Seniorat einen jahrelangen Kampf. Erst am 9. Juni 1210 befahl Papst Innozenz III. dem Gnesener Bischof die Einhaltung der Senioratsverfassung von 1138, auf die Mieszko seinen Anspruch gründete. Mieszko konnte daraufhin den Krakauer Thron besteigen, starb jedoch schon ein Jahr später. 
Als Herzog von Oppeln folgte ihm sein damals etwa 32-jähriger Sohn Kasimir I. Mieszkos Witwe Ludmilla starb am 20. Oktober 1211.